# كارين كارني
كارين كارني (بالإنجليزية: Karen Carney) (و. 1987  م) هي لاعبة كرة قدم، من المملكة المتحدة، ولدت في برمينغهام، شاركت في ألعاب أولمبية صيفية 2012، تلعب كلاعبة وسط، ومُهَاجِمَة.

## التعليم
تعلمت في جامعة لوفبرا.

## جوائز
حصلت على جوائز منها:
- رتبة الإمبراطورية البريطانية.

## روابط خارجية
- كارين كارني على موقع الاتحاد الدولي (مؤرشف)  (الإنجليزية)
- كارين كارني على موقع الاتحاد الأوربي (الإنجليزية)
- كارين كارني على موقع قاعدة بيانات كرة القدم.إي يو (الإنجليزية)
- كارين كارني على موقع Soccerway.com (الإنجليزية)
- كارين كارني على موقع اللجنة الأولمبية الدولية (الإنجليزية)
- كارين كارني على موقع أوليمبيديا (الإنجليزية)
- كارين كارني على موقع اللجنة الأولمبية البريطانية (الإنجليزية)